# Sânmartinu Sârbesc

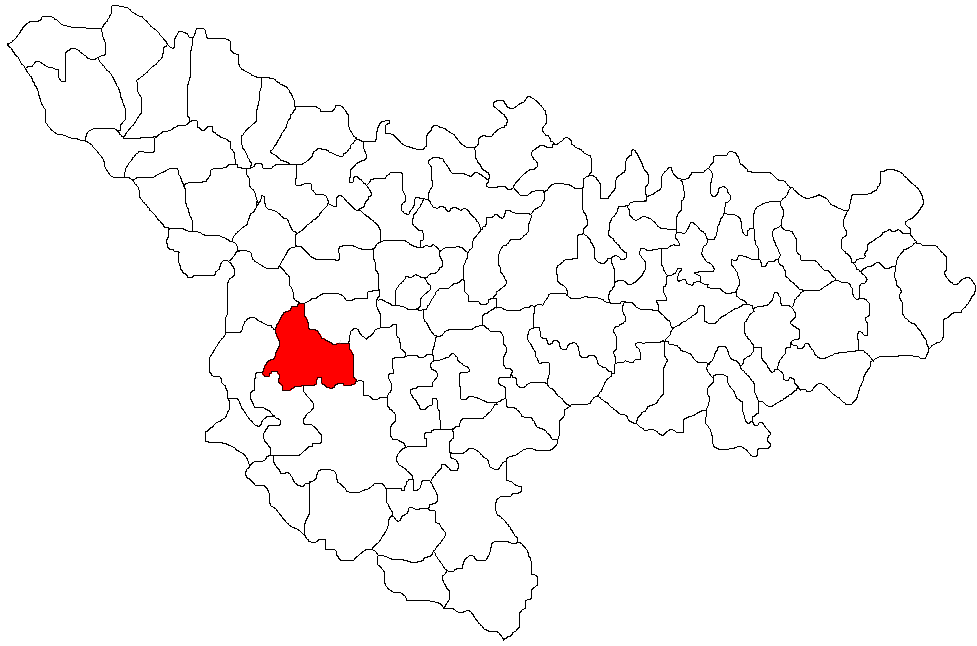
Lage der Gemeinde Peciu Nou im Kreis Timiș

Sânmartinu Sârbesc (deutsch Serbisch-Sanktmartin, ungarisch Szerbszentmárton, serbisch Srpski Semarton) ist ein Dorf im Kreis Timiș, Banat, Rumänien. Sânmartinu Sârbesc gehört zur Gemeinde Peciu Nou.

## Geografische Lage
Sânmartinu Sârbesc liegt im Westen des Kreises Timiș, in 28 Kilometer Entfernung von Timișoara.

## Nachbarorte
| Uivar       | Răuți                                       | Diniaș    |
| Otelec      | Kompassrose, die auf Nachbargemeinden zeigt | Peciu Nou |
| Iohanisfeld | Ivanda                                      | Giulvăz   |

## Geschichte
Die Ortschaft wurde 1333 erstmals als Sancto Martinosi urkundlich erwähnt. Während der Türkenkriege im 15. Jahrhundert wurde die Siedlung völlig zerstört und anschließend von Serben neu gegründet. Die bosnischen Serben ließen sich 1415–1416 hier nieder.
Auf der Josephinischen Landaufnahme von 1717 ist der Ort St. Martin eingetragen. St. Martin hatte 26 Häuser und gehörte zum Distrikt Czakovar. Auf der Mercy-Karte von 1723 wurde der Ort dem Distrikt Betschkerek zugeordnet und 1779 dem Komitat Torontál.
Von 1718 bis 1778 war Serbisch Sanktmartin Teil der Habsburger Krondomäne Temescher Banat.
Nach dem Österreichisch-Ungarischen Ausgleich (1867) wurde das Banat dem Königreich Ungarn innerhalb der Doppelmonarchie angegliedert. Die amtliche Ortsbezeichnung war Szerbszentmárton.
Der Vertrag von Trianon am 4. Juni 1920 hatte die Dreiteilung des Banats zur Folge, wodurch Sânmartinu Sârbesc an das Königreich Rumänien fiel.
Bis heute ist die Ortschaft mehrheitlich von Serben bewohnt.

## Demografie
| 1880 | 1547 | 24  | 25 | 94 | 1404 |
| 1910 | 1755 | 3   | 12 | 54 | 1686 |
| 1930 | 1639 | 8   | 7  | 9  | 1615 |
| 1977 | 1127 | 123 | 6  | 9  | 989  |
| 2002 | 997  | 481 | 12 | 1  | 503  |